# Ozyorsk, tỉnh Chelyabinsk
Ozyorsk, tỉnh Chelyabinsk (tiếng Nga: Озёрск) là một thành phố Nga. Thành phố này thuộc chủ thể Chelyabinsk Oblast. Thành phố có dân số 91.760 người (theo điều tra dân số năm 2002). Đây là thành phố lớn thứ 182 của Nga theo dân số năm 2002.